# 槌馬屋資料館
槌馬屋資料館（つちまやしりょうかん）は、岐阜県中津川市馬籠にある博物館。

## 概要
1972年（昭和47年）1月開館。馬籠宿内にある槌馬屋支店内にある。
槌馬屋は信濃国筑摩郡湯舟沢村（後の長野県西筑摩郡神坂村。現在の岐阜県中津川市神坂）で代々庄屋を務めた家でる。
島崎正樹（島崎藤村の父。「夜明け前」の主人公「青山半蔵」のモデル）に関する資料を展示する。また、槌馬屋は湯舟沢村の庄屋であったことから、村政、木曽谷行政等関する資料なども展示する。
岐阜県まちかど美術館・博物館に登録されている。

## 主な展示物
- 島崎正樹直筆掛け軸
- 夜明け前関連資料
- 木曽谷の民生資料
- 木曽の山林資料
- 湯船沢村の村政資料
- 江戸時代から明治時代の人形、文具、小物、衣裳、調度、什器、玩具など

## 利用案内
- 所在地：岐阜県中津川市馬籠4289
- 開館時間：8:00 - 17:00
- 休館日：12月下旬から2月下旬に不定休あり
- 入館料：大人200円　小中学生100円
- 駐車場：馬籠宿内は車両通行止めの規制時間があり、馬籠宿入口の駐車場を利用

## 交通アクセス

### 公共交通機関
- 北恵那交通「馬籠」バス停より徒歩約10分
  - JR中央本線中津川駅より馬籠線「馬籠」行き
  - JR中央本線坂下駅より藤沢線「馬籠」行き
- 中央道高速バス飯田線、伊那線、中央ライナー号「中央道馬篭」バス停より徒歩約30分

### 自動車
- 中央自動車道中津川ICより約20分　※馬籠宿入口の駐車場までの所要時間